# The Quiet One
The Quiet One é um filme norte-americano de 1948, do gênero documentário, dirigido por Sidney Meyers  e estrelado por Donald Thompson e Clarence Cooper.